# Đô la Brunei
Đô la Brunei (mã tiền tệ: BND) là đơn vị tiền tệ của Brunei từ năm 1967. Nó thường được viết tắt theo ký hiệu đồng đô la là $, hoặc được viết B$ để phân biệt với các đơn vị tiền tệ dùng đô la khác. Đô la Brunei được chia thành 100 sen (Malay) hoặc cents (Anh).
Đô la Brunei có tỷ giá trao đổi cố định theo tỉ lệ 1:1 với đô la Singapore. (Singapore là một trong những đối tác thương mại lớn của Brunei).